# Bijakovići
Bijakovići su naseljeno mjesto u općini Čitluk, Federacija BiH, BiH.
Kraj Bijakovića nalazi se Pobrdo, vrlo popularno hodočasničko odredište u blizini Međugorja.

## Stanovništvo

### Popisi 1971. – 1991.
| Bijakovići         |               |             |               |
| godina popisa      | 1991.         | 1981.       | 1971.         |
| Hrvati             | 797 (98,27 %) | 565 (100 %) | 684 (99,56 %) |
| Muslimani          | 1 (0,12 %)    | 0           | 0             |
| Srbi               | 0             | 0           | 0             |
| Jugoslaveni        | 0             | 0           | 0             |
| ostali i nepoznato | 13 (1,60 %)   | 0           | 3 (0,43 %)    |
| ukupno             | 811           | 565         | 687           |

### Popis 2013.
| Bijakovići         |                 |
| godina popisa      | 2013.           |
| Hrvati             | 1.360 (94,58 %) |
| Bošnjaci           | 3 (0,21 %)      |
| Srbi               | 0               |
| ostali i nepoznato | 75 (5,22 %)     |
| ukupno             | 1.438           |

## Poznate osobe
- Bartul (Berto) Dragičević, hrvatski katolički svećenik, kulturni djelatnik u emigraciji, ratnik
- Anton Kikaš, hrvatski politički aktivist